# ZeniMax Media
ZeniMax Media Inc. es una empresa estadounidense dedicada al desarrollo y distribución de videojuegos junto con sus filiales. Actualmente su sede se encuentra en Maryland, posee oficinas en América del Norte, Asia y Europa. El 21 de septiembre de 2020, Microsoft anunció que firmó un acuerdo para adquirir ZeniMax Media y todas sus filiales por 7,5 mil millones de dólares, que se cerró el 9 de marzo de 2021.

## Historia
ZeniMax Media fue fundada en 1999 por Christopher Weaver, fundador de Bethesda Softworks, y Robert A. Altman, en un intento por crear un gran distribuidor de medios audiovisuales para diferentes plataformas. En 2004, ZeniMax Media adquirió la serie Fallout, propiedad de Interplay Entertainment. El 24 de junio de 2009 la empresa matriz se hizo con id Software, otra empresa dedicada al desarrollo de videojuegos, desarrolladora de las series Doom y Quake. Además de id Software, la compañía es dueña de Bethesda Game Studios (desarrolladora de The Elder Scrolls y Fallout 3), Arkane Studios, MachineGames y ZeniMax Online Studios. Fue propietaria de Tango Gameworks hasta 2024, cuando cerró.

### Adquisición de Microsoft en 2020
El 21 de septiembre de 2020, Microsoft anunció un acuerdo para adquirir ZeniMax Media y todas sus subsidiarias por 7.5 mil millones de dólares. El acuerdo se cerró el 9 de marzo de 2021. El acuerdo promete devolver más de seis veces la inversión de Providence Equity en la empresa.
El 16 de octubre de 2023, Pete Hines, vicepresidente senior y director de publicaciones de Bethesda Softworks, anunció su retiro de la compañía. Esto después de 24 años trabajando para el distribuidor. 
El 23 de octubre de 2023 se anunció que Matt Booty, hasta ese entonces jefe de Xbox Game Studios, dejaría su cargo para tomar las riendas de ZeniMax y Bethesda como presidente y encargado de gaming y contenido.

## Franquicias y propiedades
La siguiente lista muestra las franquicias y propiedades intelecuales pertenecientes a ZeniMax Media
| - Arx Fatails - Brink - Call of Cthulhu: Dark Corners of the Earth - Commander Keen - Deathloop - Delta V - Dishonored - Doom - Fallout - Ghostwire: Tokyo - Gromada - Hero Dice - Hunted: The Demon's Forge - IHRA Drag Racing - KarmaStar - Medieval Games - MonstroCity: Rampage | - Prey - Quake - Rage - RedFall - Rogue Warrior - Sea Dogs - Starfield - Symbiocom - The Elder Scrolls - The Evil Within - Wayne Gretzky Hockey - Wet - Wolfenstein - Wraithborne - Zero Critical |